# 阿马道里重排
阿马道里重排（英語：Amadori rearrangement）为N-取代的醛糖胺转变成1-氨基-1-去氧-2-酮糖的同分异构反应。见于糖类与氨基间的美拉德反應、糖类与苯肼的反应以及蝶啶的生物合成反应中。
N-糖基胺发生重排生成相应的 1-氨基-1-脱氧酮糖。 用于糖化学。 
例如，D-甘露糖（1 为环型结构，2 为开链型结构）与氨反应为偕氨基醇 (3)，(3) 不稳定，很快失水变为糖基胺（4为环型，5为开链型亚胺结构）。该糖基胺用吡啶和乙酸酐处理，发生 Amadori 重排，经过烯醇中间体得到产物酮。乙酸酐也会将糖的所有羟基乙酰化。
Amadori 重排是食品化学美拉德反应中的一步。